# سید علی‌اکبر موسوی قویدل
سید علی‌اکبر موسوی قویدل (زاده ۱۳۲۱ – درگذشته ۸ دی ۱۳۹۶) سرتیپ دوم نیروی زمینی ارتش ایران بود. وی اولین رئیس ستاد قرارگاه مرکزی خاتم‌الانبیاء و از فرماندهان نیروی زمینی ارتش در دوران جنگ ایران و عراق بود.

## زندگی‌نامه
علی اکبر موسوی قویدل در ۱۳۲۱ در تبریز زاده شد و در اول مهر ماه ۱۳۳۴ فعالیت در ارتش شاهنشاهی ایران را آغاز کرد. او در اول مهر ۱۳۹۳ با شصت سال خدمت بازنشسته گردید. 

## فرماندهی
وی در سوم مهرماه سال ۱۳۵۹ با شروع جنگ ایران و عراق در سمت معاون عملیات لشکر ۲۱ حمزه بود و در عملیاتهای آفندی و پدافندی نیروی زمینی ارتش از جمله طریق‌القدس، بیت‌المقدس و رمضان نقش مؤثری داشت. پس از کشته شدن ولی‌الله فلاحی و در زمان فرماندهی صیاد شیرازی در نیروی زمینی ارتش، به عنوان معاون عملیات این نیرو منصوب شد.

## قرارگاه خاتم‌الانبیاء
در سال ۱۳۶۲ با حکم رئیس‌جمهوری وقت ایران؛ علی خامنه‌ای به عنوان نخستین رئیس ستاد قرارگاه مرکزی خاتم‌الانبیا منصوب شد. او پس از خاتمه جنگ ایران و عراق به کار تحقیق و پژوهش پرداخت و به استادی در پژوهشگاه علوم و معارف دفاع مقدس و دانشگاه‌های فرماندهی ستاد ارتش و سپاه پاسداران به آموزش افسران و فرماندهان نیروهای مسلح پرداخت و کتب و جزواتی را تدوین نمود.

## مجروح شدن
قویدل در دوران جنگ ایران و عراق در سانحه بالگرد هوانیروز مجروح شد. با وجود آثار جراحت، هیچگاه خود را به عنوان جانباز معرفی ننمود.

## دیگر سمت‌ها
مشاور عالی بنیاد حفظ آثار و نشر ارزشهای دفاع مقدس

## درگذشت
وی در ۸ دی‌ماه ۱۳۹۶ درگذشت. مراسم تشییع پیکر وی با حضور مقامات عالیرتبه نظامی ایران در تاریخ ۱۰ دی ۱۳۹۶ در شهرک امید برگزار شد.